# Ludwig Godenschweg
Ludwig Godenschweg (* 9. November 1889 in Berlin; † 2. Dezember 1942 in Dresden) war ein deutscher Bildhauer und Radierer.

## Leben

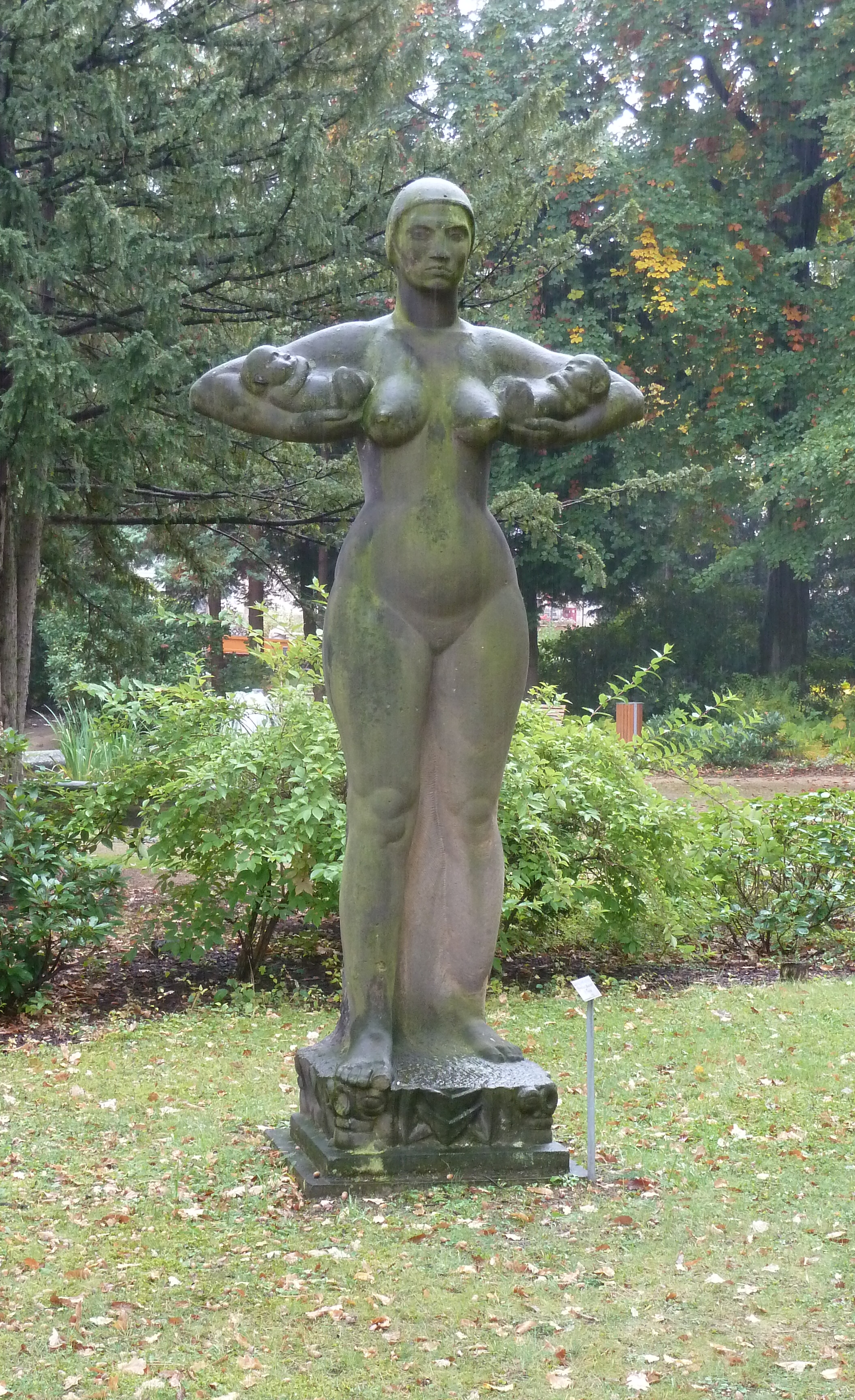
Ludwig Godenschweg – Mutter mit Kindern – Sandstein, um 1920, auf dem Gelände des Universitätsklinikums Dresden.

Nach Abschluss einer Steinmetzlehre studierte Godenschweg unter Robert Diez, bevor er den Militärdienst antrat. Anschließend setzte er seine Studien bei Karl Albiker an der Akademie der Künste in Dresden fort.
Im Jahre 1920 trat Godenschweg gemeinsam mit Eugen Hoffmann der Dresdner Sezession Gruppe 1919 bei.
Ludwig Godenschweg war Mitglied im Deutschen Künstlerbund. Er lebte im Dresdener Stadtteil Pappritz. 1929 beteiligte sich Godenschweg an der 25. DKB-Jahresausstellung im Kölner Staatenhaus am Rheinpark mit der Sandsteinskulptur Frau mit Kind. 1937 wurden in der Nazi-Aktion „Entartete Kunst“ aus der Skulpturensammlung Dresden Godenschwegs Skulpturen Kniende Frau (Bronze, Höhe 18 cm), Kleiner weiblicher Akt und Kleine Gruppe beschlagnahmt. Der Kleine weibliche Akt wurde über den Kunsthändler Bernhard A. Böhmer „verwertet“. Der Verbleib ist unbekannt. Die beiden anderen Werke wurde vernichtet.
Eine erste Gedächtnisausstellung nach seinem Tod fand 1948 im Kunstgewerbemuseum Dresden statt, eine weitere 1986 in der Dresdener Galerie Nord (Plastik, Zeichnung, Radierung).

## Schwabinger Kunstfund
Mindestens zwei Werke Godenschwegs waren Teil des Schwabinger Kunstfundes. Es handelt sich in beiden Fällen um undatierte Druckgrafiken, "Männliches Bildnis" und "Weiblicher Akt". Es könnte sich dabei um Raubkunst aus der Sammlung des Dresdner Rechtsanwalts Fritz Salo Glaser handeln.